# Havzi Nela
Havzi Nela (ur. 20 lutego 1934 we wsi Kollovoz k. Kukësu, zm. 10 sierpnia 1988 w Kukësie) – albański poeta, nauczyciel i więzień sumienia.

## Życiorys
Syn Shabana i Xhevrije. Pochodził z bardzo ubogiej rodziny chłopskiej. Dzięki państwowemu stypendium mógł ukończyć szkołę i podjąć studia w Instytucie Pedagogicznym w Szkodrze. W czasie studiów zaczął pisać wiersze. Z uczelni został relegowany za głoszenie wywrotowych poglądów. Znalazł pracę nauczyciela w szkole elementarnej w małej wiosce Plani i Bardhe (okręg Mat). Pracę tę stracił, kiedy wyszło na jaw, że daje uczniom do czytania swoje wiersze. Do 1967 pracował w Krumie, Lojme i w Shishtavecu, zanim nie trafił do szkoły we wsi Topojan. 
Śledzony przez Sigurimi, zdecydował się uciec z kraju wraz z żoną. 26 kwietnia 1967 przekroczył granicę albańsko-jugosłowiańską, przed opuszczeniem kraju pozostawił na granicy kartkę wyjaśniającą przyczyny swojej decyzji. Wkrótce został schwytany przez policję jugosłowiańską i uwięziony w Prizrenie.  W maju 1967 rząd jugosłowiański dokonał wymiany więźniów - w zamian za kilku obywateli Jugosławii, odbywających karę w Albanii, stronie albańskiej przekazano małżeństwo Havzi i Lavdie Nela. W dniu 22 maja 1967 Sąd Okręgowy w Szkodrze (przew. Jorgo Dhros) skazał Havziego na karę 15 lat więzienia za zdradę kraju i dezercję, a jego żona na 10 lat więzienia. Lavdie otrzymała propozycję skrócenia kary, jeśli rozwiedzie się z mężem, ale nie skorzystała z tej możliwości. Havzi Nela odbywał karę w więzieniu w Burrelu, a następnie w Spaçu. 
8 sierpnia 1975 Nela został ponownie osądzony. Za udział w powstaniu więźniów w Spaçu, otrzymał dodatkowe 8 lat więzienia. 19 grudnia 1986, po 19 latach pobytu w więzieniu został uwolniony. W październiku 1987 przydzielono go do pracy we wsi Arren z zakazem jej opuszczania. Nela w czasie pobytu w Arrenie posiadał nielegalnie broń palną, służącą mu do obrony przed dzikimi zwierzętami. W trakcie próby odebrania mu tej broni przez milicjantów, jeden z nich został postrzelony. Nelę aresztowano, a 24 czerwca 1988 Sąd ludowy okręgu Kukes (przew. Agim Hoxha) skazał go na karę śmierci przez powieszenie za zdradę ojczyzny. Apelacja żony Neli została odrzucona przez Sąd Najwyższy Albanii, a Prezydium Zgromadzenia Ludowego zatwierdziło wyrok. 10 sierpnia 1988 o 2 w nocy został powieszony w Kukësie. Egzekucja miała charakter publiczny. Ciało Neli po śmierci wisiało przez kilka godzin na miejscu kaźni, zanim wywieziono je na samochodzie ciężarowym i pochowano przy drodze, pionowo, w otworze po latarni. Tam też spoczywało przez kolejne pięć lat, zanim przeniesiono je na cmentarz.

## Pamięć o poecie
W 1993 Havzi Nela otrzymał pośmiertnie od władz Albanii tytuł Męczennika za Demokrację (Dëshmor i Demokracisë). Imię poety nosi ulica w północnej części Tirany (dzielnica Stacioni i Trenit), w Kamzie, Kukësie i w Borje, a także gimnazjum w Kukësie. W latach 1996 i 2008 ukazały się pośmiertne wydania zachowanych utworów poety.

## Tomiki poezji
- 1996: Pa një ditë lumnie : vjersha të zgjedhura
- 2008: Poezi te zgjedhura (Poezje zebrane)
- 2015: Si shpend i ngujuem : poezi të zgjedhura
- 2018: Shtatë fletore: vepra e plotë poetike : 5548 vargje
- 2020: Po shkrin bora: poezi dhe poemat për Kosovën